# Maluma (Sänger)/Auszeichnungen für Musikverkäufe

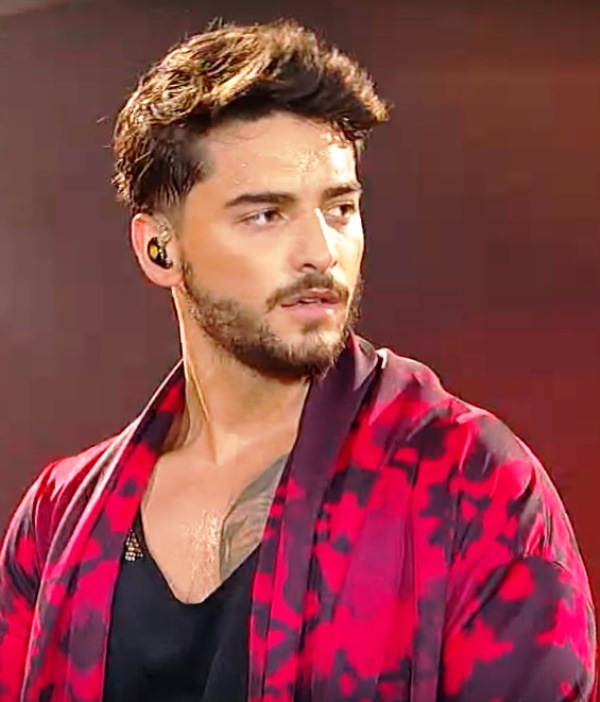
Maluma (2017)

Dies ist eine Übersicht über die Auszeichnungen für Musikverkäufe des kolumbianischen Reggaeton-Sängers Maluma. Die Auszeichnungen finden sich nach ihrer Art (Gold, Platin usw.), nach Staaten getrennt in chronologischer Reihenfolge, geordnet sowie nach den Tonträgern selbst, ebenfalls in chronologischer Reihenfolge, getrennt nach Medium (Alben, Singles usw.), wieder.

## Auszeichnungen
| - Vereinigtes Königreich - 2019: für die Single Chantaje - 2023: für das Lied All of You - Argentinien - 2016: für die Single Vente pa’ ca - 2020: für die Single ADMV - 2020: für die Single Parce - Belgien - 2019: für die Single Hola Señorita - Brasilien - 2017: für die Single Sí o No - 2020: für das Album Pretty Boy, Dirty Boy - 2020: für das Lied Ojos que no ven - 2021: für die Single Desde esa noche - 2022: für die Single Pa’ ti - 2023: für die Single Parce - 2023: für das Lied No se me quita - 2023: für die Single Cuatro Babys - 2023: für die Single Hola Señorita - 2024: für die Single Agua de Jamaica - Chile - 2019: für die Single HP - Dänemark - 2019: für die Single Arms Around You - 2021: für die Single Chantaje - Deutschland - 2020: für die Single Arms Around You - Ecuador - 2017: für die Single Me gusta (Remix) - Frankreich - 2021: für die Single Corazón - 2023: für die Single Vente pa’ ca - 2023: für die Single 11 PM - 2024: für die Single Coco Loco - 2024: für die Single HP - Italien - 2017: für die Single Borró cassette - 2018: für die Single El perdedor - 2018: für die Single Sin contrato (Remix) - 2019: für die Single El préstamo - 2019: für die Single Mala mía - 2019: für die Single Medellín - 2020: für die Single 11 PM - 2023: für die Single Hola Señorita - 2024: für das Album F.A.M.E. - 2025: für das Album 11:11 - Kanada - 2019: für die Single Vente pa’ ca - 2019: für die Single Corazón - 2020: für die Single HP - 2021: für die Single Hola Señorita - 2024: für die Single Clandestino - 2024: für das Lied All of You - 2025: für die Single Créeme - Kolumbien - 2013: für das Album Magia - 2020: für die Single Hawái - Mexiko - 2017: für die Single Vivo pensando en ti - 2019: für die Single Vitamina - 2020: für das Lied Instinto natural - 2020: für die Single Dispuesto - 2021: für die Single Pa’ ti - 2021: für die Single Agua de Jamaica - 2021: für die Single Qué Chimba - 2021: für die Single Vivir bailando - 2022: für die Single Amor en coma - 2022: für die Single Sobre Mí - 2023: für die Single Junio - 2023: für die Single HP - Österreich - 2024: für die Single Hola Señorita - Peru - 2013: für das Album Magia - 2018: für die Single Créeme - Polen - 2019: für die Single Clandestino - 2020: für die Single Hola - 2020: für die Single El préstamo - 2021: für die Single Hawái - 2021: für die Single Pa’ ti - 2021: für die Single 11 PM - 2021: für die Single Hola Señorita - 2021: für die Single Arms Around You - 2023: für das Album F.A.M.E. - 2024: für die Single Tukoh Taka - Portugal - 2019: für die Single Sim ou Não - 2022: für die Single Hawái (Remix) - 2022: für die Single Qué pena - 2022: für die Single ADMV - 2022: für die Single El préstamo - Schweden - 2017: für die Single Felices los 4 - 2017: für die Single Vente pa’ ca - 2020: für die Single Corazón - 2022: für die Single Hola Señorita - Schweiz - 2019: für die Single HP - 2022: für das Album 11:11 - 2022: für die Single Hawái (Remix) - 2022: für die Single Mala mía - 2022: für die Single Qué pena - 2022: für das Album Papi Juancho - Spanien - 2014: für das Streaming La temperatura - 2022: für das Album Papi Juancho - 2022: für die Single Agua de Jamaica - 2022: für das Lied No se me quita - 2024: für die Single Amor en coma - 2024: für die Single Arms Around You - 2024: für die Single Carnaval - 2024: für die Single El clavo (Remix) - 2024: für die Single Hawái (Remix) - 2024: für die Single Junio - 2024: für die Single La Fórmula - 2024: für die Single La playa (Remix) - 2024: für die Single Marinero - 2024: für die Single Nos Comemos Vivos - 2024: für die Single Perfecta - 2024: für die Single Más de la una - 2024: für die Single 100 años - 2024: für die Single Lollipop (Remix) - 2024: für die Single Un polvo - 2024: für die Single +57 - 2025: für die Single Cosas pendientes - Vereinigte Staaten - 2020: für die Single ADMV (Latin) - 2020: für die Single Así así (Latin) - 2021: für die Single Más de la una (Latin) - 2022: für das Album #7DJ (7 días en Jamaica) (Latin) - 2022: für die Single Cositas de La USA (Latin) - 2022: für die Single Imposible (Remix) (Latin) - 2022: für die Single Mama tetema (Latin) - 2023: für das Lied All of You - 2024: für die Single Lollipop (Remix) (Latin) - 2024: für die Single Salgamos (Latin) - 2024: für die Single Volví a nacer (Latin) - Vereinigtes Königreich - 2023: für die Single Arms Around You - Zentralamerika - 2022: für die Single Perfecta | - Argentinien - 2016: für die Single Borró cassette - Australien - 2019: für die Single Arms Around You - Belgien - 2017: für die Single Chantaje - Brasilien - 2020: für das Album F.A.M.E. - 2020: für die Single HP - 2023: für die Single ADMV - 2023: für die Single El préstamo - 2023: für die Single Qué pena - 2023: für die Single Amigos con derechos - 2023: für das Album Papi Juancho - 2023: für das Album 11:11 - 2023: für die Single Sobrio - 2024: für die Single Medellín - 2024: für die Single Créeme - Chile - 2017: für die Single Cuatro Babys - 2017: für die Single Vente pa’ ca - 2019: für die Single Mala mía - Deutschland - 2023: für die Single Chantaje - Ecuador - 2018: für die Single Créeme - Frankreich - 2021: für die Single Arms Around You - 2021: für die Single Felices los 4 - 2025: für die Single Hawái - Griechenland - 2025: für die Single Chantaje - Italien - 2017: für die Single Vente pa’ ca - 2019: für die Single Corazón - 2019: für die Single Arms Around You - 2019: für die Single HP - 2021: für die Single Hawái (Remix) - Kanada - 2019: für die Single Felices los 4 - 2021: für die Single Hawái - Kolumbien - 2018: für die Single Créeme - Mexiko - 2021: für die Single 23 - 2023: für die Single Hawái (Remix) - 2023: für die Single Mala mía - 2024: für die Single Nos Comemos Vivos - 2024: für das Lied Por Que Sera? - Neuseeland - 2020: für die Single Arms Around You - Norwegen - 2024: für die Single Chantaje - Polen - 2019: für die Single Felices los 4 - 2020: für die Single Corazón - 2022: für die Single Vente pa’ ca - Portugal - 2017: für die Single Chantaje - 2019: für die Single Arms Around You - 2022: für die Single HP - 2022: für die Single Corazón - 2022: für die Single Sobrio - Schweden - 2017: für die Single Chantaje - Schweiz - 2017: für die Single Chantaje - 2018: für die Single Vente pa’ ca - 2022: für das Album F.A.M.E. - 2022: für die Single 11 PM - 2022: für die Single Hawái - Spanien - 2016: für die Single Bandida - 2016: für die Single Sin contrato (Remix) - 2016: für die Single Desde esa noche - 2019: für die Single Hola Señorita - 2020: für die Single Parce - 2021: für das Lied La botella - 2022: für die Single Qué pena - 2024: für die Single La respuesta - 2024: für die Single Mojando Asientos - 2024: für das Lied Madrid - 2024: für die Single Tá OK (Remix) - 2024: für die Single Hola perdida (Remix) - Vereinigte Staaten - 2018: für die Single Solo a solas (Latin) - 2019: für die Single Arms Around You - 2019: für das Lied No se me quita (Latin) - 2020: für die Single Latina (Latin) - 2022: für das Lied La Luz (Latin) - 2022: für die Single Mi niña (Remix) (Latin) - 2024: für das Album The Love & Sex Tape (Latin) - Zentralamerika - 2022: für die Single Amor en coma - 2025: für das Album Don Juan - 2025: für die Single Cosas pendientes - Mexiko - 2022: für die Single Trap - 2023: für die Single La respuesta - 2023: für das Lied Sin contrato - 2024: für die Single Según Quién - 2024: für die Single Amigos con derechos - Peru - 2020: für die Single Hawái - Brasilien - 2021: für die Single Mala mía - 2023: für die Single Borró cassette - 2023: für die Single Corazón - 2023: für die Single Hawái (Remix) - 2023: für das Lied Sin contrato - Chile - 2017: für die Single Felices los 4 - 2017: für die Single Chantaje - Italien - 2018: für die Single Felices los 4 - Kanada - 2024: für die Single Chantaje - Mexiko - 2019: für die Single Créeme - 2023: für die Single Felices los 4 (feat. Marc Anthony) - 2023: für die Single Parce - 2023: für die Single 11 PM - 2023: für die Single Hawái - 2024: für die Single Perfecta - Polen - 2024: für die Single Chantaje - Portugal - 2022: für die Single 11 PM - 2022: für die Single Felices los 4 - Schweiz - 2022: für die Single Corazón - 2022: für die Single Felices los 4 - 2022: für die Single Hola Señorita - Spanien - 2016: für die Single El Perdedor - 2018: für die Single Clandestino - 2018: für die Single El préstamo - 2019: für die Single Mala mía - 2021: für die Single Aloha - 2024: für die Single ADMV - 2024: für die Single La temperatura - 2024: für die Single Que más pues (Remix) - 2024: für die Single Créeme - 2024: für die Single Según Quién - 2024: für die Single Amigos con derechos - 2025: für die Single X (Remix) - 2025: für die Single Cuatro Babys - Vereinigte Staaten - 2017: für die Single Desde esa noche (Latin) - 2019: für die Single Vivo pensando en tí (Latin) - 2022: für das Lied La botella (Latin) - 2022: für die Single Vivir bailando (Latin) - Mexiko - 2023: für die Single Desde esa noche - 2023: für die Single ADMV - 2024: für die Single 100 años | - Argentinien - 2017: für die Single Chantaje - Brasilien - 2021: für die Single La respuesta - 2022: für die Single Vente pa’ ca - 2023: für die Single 11 PM - 2023: für die Single El perdedor - Italien - 2017: für die Single Chantaje - Kolumbien - 2018: für das Album F.A.M.E. - Mexiko - 2020: für die Single Qué pena - 2021: für die Single Clandestino - 2023: für die Single Marinero - 2023: für die Single Corazón - 2023: für die Single Felices los 4 - Spanien - 2017: für die Single Me llamas (Remix) - 2018: für die Single Corazón - 2024: für die Single 11 PM - 2024: für die Single HP - 2024: für die Single OA - 2025: für die Single Sobrio - Vereinigte Staaten - 2019: für die Single Créeme (Latin) - 2021: für die Single La playa (Remix) (Latin) - 2022: für die Single Agua de Jamaica (Latin) - 2022: für die Single Pa’ ti (Latin) - Mexiko - 2020: für die Single Vente pa’ ca - 2023: für das Lied Madrid - 2023: für die Single El Perdedor - 2023: für die Single Carnaval - 2025: für die Single Chantaje - Argentinien - 2020: für das Album Papi Juancho - Chile - 2017: für das Album Pretty Boy, Dirty Boy - Mexiko - 2021: für das Album Pretty Boy, Dirty Boy - 2022: für das Album F.A.M.E. - 2022: für das Album Papi Juancho - 2023: für die Single GPS - 2023: für die Single Borró cassette - Spanien - 2016: für die Single Borró cassette - 2017: für die Single Vente pa’ ca - 2024: für die Single Coco Loco - Vereinigte Staaten - 2021: für die Single GPS (Latin) - 2024: für die Single OA (Latin) - Mexiko - 2021: für das Lied No se me quita - 2023: für die Single Sobrio - 2022: für das Album 11:11 - Spanien - 2017: für die Single Chantaje - Vereinigte Staaten - 2019: für die Single Mala mía (Latin) - 2021: für die Single Solo mía (Latin) - 2024: für das Album Don Juan (Latin) - Portugal - 2025: für die Single Hawái - Spanien - 2017: für die Single Felices los 4 - Vereinigte Staaten - 2019: für die Single El clavo (Remix) (Latin) - 2022: für die Single Sobrio (Latin) - 2023: für die Single Me llamas (Remix) (Latin) - 2024: für die Single Aloha (Latin) - Spanien - 2024: für die Single Hawái - Vereinigte Staaten - 2019: für die Single 11 PM (Latin) - Vereinigte Staaten - 2019: für die Single El Préstamo (Latin) - 2019: für die Single Amigos con derechos (Latin) - Vereinigte Staaten - 2024: für das Album 11:11 (Latin) - Vereinigte Staaten - 2018: für die Single Corazón (Latin) - 2019: für die Single HP (Latin) - Vereinigte Staaten - 2019: für die Single Cuatro Babys (Latin) - 2024: für das Album Papi Juancho (Latin) - Vereinigte Staaten - 2024: für die Single Según Quién (Latin) - Vereinigte Staaten - 2024: für das Album F.A.M.E. (Latin) - Vereinigte Staaten - 2017: für die Single Chantaje (Latin) - Vereinigte Staaten - 2023: für die Single Hawái (Remix) (Latin) - Vereinigte Staaten - 2021: für die Single Felices los 4 (Latin) - Brasilien - 2021: für die Single Clandestino - 2022: für die Single Hawái - Frankreich - 2017: für die Single Chantaje - 2022: für die Single Hola Señorita - Kolumbien - 2016: für das Album Pretty Boy, Dirty Boy - Mexiko - 2017: für die Single Vente pa’ ca - 2021: für die Single Clandestino - 2022: für die Single El préstamo - 2023: für die Single Parce - 2023: für die Single Desde esa noche - 2023: für die Single Corazón - 2023: für das Lied Sin contrato - 2023: für die Single El Perdedor - 2023: für die Single ADMV - 2023: für die Single Cuatro Babys - 2023: für die Single Mala mía - 2024: für die Single Según Quién - Uruguay - 2022: für die Single Créeme - Vereinigte Staaten - 2023: für die Single Que más pues (Remix) (Latin) - 2024: für das Album Pretty Boy, Dirty Boy (Latin) - Brasilien - 2017: für die Single Sim ou Não - 2023: für die Single Felices los 4 - Mexiko - 2023: für die Single HP - 2023: für die Single Felices los 4 - 2023: für die Single 11 PM - 2023: für die Single Borró cassette - 2024: für die Single Amigos con derechos - 2025: für die Single Chantaje - Brasilien - 2021: für die Single Chantaje - Mexiko - 2022: für die Single Porfa (Remix) - 2023: für die Single Hawái - Vereinigte Staaten - 2023: für die Single Hawái (Latin) |

## Auszeichnungen nach Alben

### Magia
| Land/Region         | Auszeichnungen für Musikverkäufe (Land/Region, Auszeichnung, Verkäufe) | Verkäufe |
| ------------------- | ---------------------------------------------------------------------- | -------- |
| Kolumbien (ASINCOL) | Gold                                                                   | 10.000   |
| Peru (UNIMPRO)      | Gold                                                                   | 3.000    |
| Insgesamt           | 2× Gold ·                                                              | 13.000   |

### Pretty Boy, Dirty Boy
| Land/Region               | Auszeichnungen für Musikverkäufe (Land/Region, Auszeichnung, Verkäufe) | Verkäufe  |
| ------------------------- | ---------------------------------------------------------------------- | --------- |
| Brasilien (PMB)           | Gold                                                                   | 20.000    |
| Chile (IFPI)              | 4× Platin                                                              | 40.000    |
| Kolumbien (ASINCOL)       | Diamant                                                                | 200.000   |
| Mexiko (AMPROFON)         | 4× Platin                                                              | 240.000   |
| Vereinigte Staaten (RIAA) | Diamant                                                                | 600.000   |
| Insgesamt                 | 1× Gold · 8× Platin · 2× Diamant ·                                     | 1.100.000 |

### F.A.M.E.
| Land/Region               | Auszeichnungen für Musikverkäufe (Land/Region, Auszeichnung, Verkäufe) | Verkäufe  |
| ------------------------- | ---------------------------------------------------------------------- | --------- |
| Brasilien (PMB)           | Platin                                                                 | 40.000    |
| Italien (FIMI)            | Gold                                                                   | 25.000    |
| Kolumbien (ASINCOL)       | 3× Platin                                                              | 60.000    |
| Mexiko (AMPROFON)         | 4× Platin                                                              | 240.000   |
| Polen (ZPAV)              | Gold                                                                   | 10.000    |
| Schweiz (IFPI)            | Platin                                                                 | 20.000    |
| Vereinigte Staaten (RIAA) | 14× Platin                                                             | 840.000   |
| Insgesamt                 | 2× Gold · 13× Platin · 1× Diamant ·                                    | 1.235.000 |

### 11:11
| Land/Region               | Auszeichnungen für Musikverkäufe (Land/Region, Auszeichnung, Verkäufe) | Verkäufe |
| ------------------------- | ---------------------------------------------------------------------- | -------- |
| Brasilien (PMB)           | Platin                                                                 | 40.000   |
| Italien (FIMI)            | Gold                                                                   | 25.000   |
| Mexiko (AMPROFON)         | 9× Gold                                                                | 270.000  |
| Schweiz (IFPI)            | Gold                                                                   | 10.000   |
| Vereinigte Staaten (RIAA) | 9× Platin                                                              | 540.000  |
| Insgesamt                 | 3× Gold · 14× Platin ·                                                 | 885.000  |

### Papi Juancho
| Land/Region               | Auszeichnungen für Musikverkäufe (Land/Region, Auszeichnung, Verkäufe) | Verkäufe  |
| ------------------------- | ---------------------------------------------------------------------- | --------- |
| Argentinien (CAPIF)       | 4× Platin                                                              | 80.000    |
| Brasilien (PMB)           | Platin                                                                 | 40.000    |
| Mexiko (AMPROFON)         | 4× Platin                                                              | 240.000   |
| Schweiz (IFPI)            | Gold                                                                   | 10.000    |
| Spanien (Promusicae)      | Gold                                                                   | 20.000    |
| Vereinigte Staaten (RIAA) | 12× Platin                                                             | 720.000   |
| Insgesamt                 | 2× Gold · 11× Platin · 1× Diamant ·                                    | 1.110.000 |

### #7DJ (7 días en Jamaica)
| Land/Region               | Auszeichnungen für Musikverkäufe (Land/Region, Auszeichnung, Verkäufe) | Verkäufe |
| ------------------------- | ---------------------------------------------------------------------- | -------- |
| Vereinigte Staaten (RIAA) | Gold                                                                   | 30.000   |
| Insgesamt                 | 1× Gold ·                                                              | 30.000   |

### Don Juan
| Land/Region               | Auszeichnungen für Musikverkäufe (Land/Region, Auszeichnung, Verkäufe) | Verkäufe |
| ------------------------- | ---------------------------------------------------------------------- | -------- |
| Vereinigte Staaten (RIAA) | 5× Platin                                                              | 300.000  |
| Zentralamerika (CFC)      | Platin                                                                 | 70.000   |
| Insgesamt                 | 6× Platin ·                                                            | 370.000  |

### The Love & Sex Tape
| Land/Region               | Auszeichnungen für Musikverkäufe (Land/Region, Auszeichnung, Verkäufe) | Verkäufe |
| ------------------------- | ---------------------------------------------------------------------- | -------- |
| Vereinigte Staaten (RIAA) | Platin                                                                 | 60.000   |
| Insgesamt                 | 1× Platin ·                                                            | 60.000   |

## Auszeichnungen nach Singles

### Salgamos
| Land/Region               | Auszeichnungen für Musikverkäufe (Land/Region, Auszeichnung, Verkäufe) | Verkäufe |
| ------------------------- | ---------------------------------------------------------------------- | -------- |
| Vereinigte Staaten (RIAA) | Gold                                                                   | 30.000   |
| Insgesamt                 | 1× Gold ·                                                              | 30.000   |

### La temperatura
| Land/Region          | Auszeichnungen für Musikverkäufe (Land/Region, Auszeichnung, Verkäufe) | Verkäufe |
| -------------------- | ---------------------------------------------------------------------- | -------- |
| Spanien (Promusicae) | 2× Platin                                                              | 120.000  |
| Insgesamt            | 2× Platin ·                                                            | 120.000  |

### Carnaval
| Land/Region          | Auszeichnungen für Musikverkäufe (Land/Region, Auszeichnung, Verkäufe) | Verkäufe |
| -------------------- | ---------------------------------------------------------------------- | -------- |
| Spanien (Promusicae) | Gold                                                                   | 30.000   |
| Mexiko (AMPROFON)    | 7× Gold                                                                | 210.000  |
| Insgesamt            | 2× Gold · 3× Platin ·                                                  | 240.000  |

### Borró cassette
| Land/Region          | Auszeichnungen für Musikverkäufe (Land/Region, Auszeichnung, Verkäufe) | Verkäufe  |
| -------------------- | ---------------------------------------------------------------------- | --------- |
| Argentinien (CAPIF)  | Platin                                                                 | 20.000    |
| Brasilien (PMB)      | 2× Platin                                                              | 120.000   |
| Italien (FIMI)       | Gold                                                                   | 25.000    |
| Mexiko (AMPROFON)    | 2× Diamant · + 4× Platin                                               | 840.000   |
| Spanien (Promusicae) | 4× Platin                                                              | 160.000   |
| Insgesamt            | 1× Gold · 11× Platin · 2× Diamant ·                                    | 1.165.000 |

### Bandida
| Land/Region          | Auszeichnungen für Musikverkäufe (Land/Region, Auszeichnung, Verkäufe) | Verkäufe |
| -------------------- | ---------------------------------------------------------------------- | -------- |
| Spanien (Promusicae) | Platin                                                                 | 40.000   |
| Insgesamt            | 1× Platin ·                                                            | 40.000   |

### Sin contrato (Remix)
| Land/Region          | Auszeichnungen für Musikverkäufe (Land/Region, Auszeichnung, Verkäufe) | Verkäufe |
| -------------------- | ---------------------------------------------------------------------- | -------- |
| Italien (FIMI)       | Gold                                                                   | 25.000   |
| Spanien (Promusicae) | Platin                                                                 | 40.000   |
| Insgesamt            | 1× Gold · 1× Platin ·                                                  | 65.000   |

### Desde esa noche
| Land/Region               | Auszeichnungen für Musikverkäufe (Land/Region, Auszeichnung, Verkäufe) | Verkäufe |
| ------------------------- | ---------------------------------------------------------------------- | -------- |
| Brasilien (PMB)           | Platin                                                                 | 60.000   |
| Mexiko (AMPROFON)         | Diamant · + 5× Gold                                                    | 450.000  |
| Spanien (Promusicae)      | Platin                                                                 | 40.000   |
| Vereinigte Staaten (RIAA) | 2× Platin                                                              | 120.000  |
| Insgesamt                 | 1× Gold · 6× Platin · 1× Diamant ·                                     | 670.000  |

### El perdedor
| Land/Region          | Auszeichnungen für Musikverkäufe (Land/Region, Auszeichnung, Verkäufe) | Verkäufe |
| -------------------- | ---------------------------------------------------------------------- | -------- |
| Brasilien (PMB)      | 3× Platin                                                              | 180.000  |
| Italien (FIMI)       | Gold                                                                   | 25.000   |
| Mexiko (AMPROFON)    | Diamant · + 7× Gold                                                    | 510.000  |
| Spanien (Promusicae) | 2× Platin                                                              | 80.000   |
| Insgesamt            | 2× Gold · 8× Platin · 1× Diamant ·                                     | 795.000  |

### Sim ou Não
| Land/Region     | Auszeichnungen für Musikverkäufe (Land/Region, Auszeichnung, Verkäufe) | Verkäufe  |
| --------------- | ---------------------------------------------------------------------- | --------- |
| Brasilien (PMB) | 2× Diamant                                                             | 1.000.000 |
| Portugal (AFP)  | Gold                                                                   | 5.000     |
| Insgesamt       | 1× Gold · 2× Diamant ·                                                 | 1.005.000 |

### Sí o No
| Land/Region     | Auszeichnungen für Musikverkäufe (Land/Region, Auszeichnung, Verkäufe) | Verkäufe |
| --------------- | ---------------------------------------------------------------------- | -------- |
| Brasilien (PMB) | Gold                                                                   | 50.000   |
| Insgesamt       | 1× Gold ·                                                              | 50.000   |

### Volví a nacer
| Land/Region               | Auszeichnungen für Musikverkäufe (Land/Region, Auszeichnung, Verkäufe) | Verkäufe |
| ------------------------- | ---------------------------------------------------------------------- | -------- |
| Vereinigte Staaten (RIAA) | Gold                                                                   | 30.000   |
| Insgesamt                 | 1× Gold ·                                                              | 30.000   |

### Vente pa’ ca
| Land/Region          | Auszeichnungen für Musikverkäufe (Land/Region, Auszeichnung, Verkäufe) | Verkäufe  |
| -------------------- | ---------------------------------------------------------------------- | --------- |
| Argentinien (CAPIF)  | Gold                                                                   | 10.000    |
| Brasilien (PMB)      | 3× Platin                                                              | 180.000   |
| Chile (IFPI)         | Platin                                                                 | 80.000    |
| Frankreich (SNEP)    | Gold                                                                   | 100.000   |
| Italien (FIMI)       | Platin                                                                 | 50.000    |
| Kanada (MC)          | Gold                                                                   | 40.000    |
| Mexiko (AMPROFON)    | Diamant · + 7× Gold                                                    | 510.000   |
| Polen (ZPAV)         | Platin                                                                 | 50.000    |
| Schweden (IFPI)      | Gold                                                                   | 20.000    |
| Schweiz (IFPI)       | Platin                                                                 | 30.000    |
| Spanien (Promusicae) | 4× Platin                                                              | 160.000   |
| Insgesamt            | 5× Gold · 14× Platin · 1× Diamant ·                                    | 1.230.000 |

### Cuatro Babys
| Land/Region               | Auszeichnungen für Musikverkäufe (Land/Region, Auszeichnung, Verkäufe) | Verkäufe  |
| ------------------------- | ---------------------------------------------------------------------- | --------- |
| Brasilien (PMB)           | Gold                                                                   | 30.000    |
| Chile (IFPI)              | Platin                                                                 | 80.000    |
| Mexiko (AMPROFON)         | Diamant                                                                | 300.000   |
| Spanien (Promusicae)      | 2× Platin                                                              | 120.000   |
| Vereinigte Staaten (RIAA) | 12× Platin                                                             | 720.000   |
| Insgesamt                 | 1× Gold · 5× Platin · 2× Diamant ·                                     | 1.250.000 |

### Un polvo
| Land/Region          | Auszeichnungen für Musikverkäufe (Land/Region, Auszeichnung, Verkäufe) | Verkäufe |
| -------------------- | ---------------------------------------------------------------------- | -------- |
| Spanien (Promusicae) | Gold                                                                   | 30.000   |
| Insgesamt            | 1× Gold ·                                                              | 30.000   |

### Chantaje
| Land/Region                  | Auszeichnungen für Musikverkäufe (Land/Region, Auszeichnung, Verkäufe) | Verkäufe  |
| ---------------------------- | ---------------------------------------------------------------------- | --------- |
| Argentinien (CAPIF)          | 3× Platin                                                              | 60.000    |
| Belgien (BRMA)               | Platin                                                                 | 30.000    |
| Brasilien (PMB)              | 3× Diamant                                                             | 750.000   |
| Chile (IFPI)                 | 2× Platin                                                              | 160.000   |
| Dänemark (IFPI)              | Gold                                                                   | 45.000    |
| Deutschland (BVMI)           | Platin                                                                 | 400.000   |
| Frankreich (SNEP)            | Diamant                                                                | 233.333   |
| Griechenland (IFPI)          | Platin                                                                 | 20.000    |
| Italien (FIMI)               | 3× Platin                                                              | 150.000   |
| Kanada (MC)                  | 2× Platin                                                              | 160.000   |
| Mexiko (AMPROFON)            | 2× Diamant · + 7× Gold                                                 | 810.000   |
| Norwegen (IFPI)              | Platin                                                                 | 60.000    |
| Polen (ZPAV)                 | 2× Platin                                                              | 100.000   |
| Portugal (AFP)               | Platin                                                                 | 10.000    |
| Schweden (IFPI)              | Platin                                                                 | 40.000    |
| Schweiz (IFPI)               | Platin                                                                 | 30.000    |
| Spanien (Promusicae)         | 5× Platin                                                              | 200.000   |
| Vereinigte Staaten (RIAA)    | 16× Platin                                                             | 960.000   |
| Vereinigtes Königreich (BPI) | Silber                                                                 | 200.000   |
| Insgesamt                    | 1× Silber · 2× Gold · 33× Platin · 7× Diamant ·                        | 4.418.333 |

### Me llamas (Remix)
| Land/Region               | Auszeichnungen für Musikverkäufe (Land/Region, Auszeichnung, Verkäufe) | Verkäufe |
| ------------------------- | ---------------------------------------------------------------------- | -------- |
| Spanien (Promusicae)      | 3× Platin                                                              | 120.000  |
| Vereinigte Staaten (RIAA) | 6× Platin                                                              | 360.000  |
| Insgesamt                 | 9× Platin ·                                                            | 480.000  |

### Sobre Mí
| Land/Region       | Auszeichnungen für Musikverkäufe (Land/Region, Auszeichnung, Verkäufe) | Verkäufe |
| ----------------- | ---------------------------------------------------------------------- | -------- |
| Mexiko (AMPROFON) | Gold                                                                   | 30.000   |
| Insgesamt         | 1× Gold ·                                                              | 30.000   |

### Me gusta (Remix)
| Land/Region        | Auszeichnungen für Musikverkäufe (Land/Region, Auszeichnung, Verkäufe) | Verkäufe |
| ------------------ | ---------------------------------------------------------------------- | -------- |
| Ecuador (SOPROFON) | Gold                                                                   | 3.000    |
| Insgesamt          | 1× Gold ·                                                              | 3.000    |

### Felices los 4
| Land/Region               | Auszeichnungen für Musikverkäufe (Land/Region, Auszeichnung, Verkäufe) | Verkäufe  |
| ------------------------- | ---------------------------------------------------------------------- | --------- |
| Brasilien (PMB)           | 2× Diamant                                                             | 320.000   |
| Chile (IFPI)              | 2× Platin                                                              | 160.000   |
| Frankreich (SNEP)         | Platin                                                                 | 200.000   |
| Italien (FIMI)            | 2× Platin                                                              | 100.000   |
| Kanada (MC)               | Platin                                                                 | 80.000    |
| Mexiko (AMPROFON)         | 2× Diamant · + 3× Platin                                               | 780.000   |
| Polen (ZPAV)              | Platin                                                                 | 20.000    |
| Portugal (AFP)            | 2× Platin                                                              | 20.000    |
| Schweden (IFPI)           | Gold                                                                   | 20.000    |
| Schweiz (IFPI)            | 2× Platin                                                              | 40.000    |
| Spanien (Promusicae)      | 6× Platin                                                              | 240.000   |
| Vereinigte Staaten (RIAA) | 44× Platin                                                             | 2.640.000 |
| Insgesamt                 | 1× Gold · 24× Platin · 8× Diamant ·                                    | 4.620.000 |

### Felices los 4 (feat. Marc Anthony)
| Land/Region       | Auszeichnungen für Musikverkäufe (Land/Region, Auszeichnung, Verkäufe) | Verkäufe |
| ----------------- | ---------------------------------------------------------------------- | -------- |
| Mexiko (AMPROFON) | 3× Gold                                                                | 90.000   |
| Insgesamt         | 1× Gold · 1× Platin ·                                                  | 90.000   |

### Vivo pensando en tí
| Land/Region               | Auszeichnungen für Musikverkäufe (Land/Region, Auszeichnung, Verkäufe) | Verkäufe |
| ------------------------- | ---------------------------------------------------------------------- | -------- |
| Mexiko (AMPROFON)         | Gold                                                                   | 30.000   |
| Vereinigte Staaten (RIAA) | 2× Platin                                                              | 120.000  |
| Insgesamt                 | 1× Gold · 2× Platin ·                                                  | 150.000  |

### Solo mía
| Land/Region               | Auszeichnungen für Musikverkäufe (Land/Region, Auszeichnung, Verkäufe) | Verkäufe |
| ------------------------- | ---------------------------------------------------------------------- | -------- |
| Vereinigte Staaten (RIAA) | 5× Platin                                                              | 300.000  |
| Insgesamt                 | 5× Platin ·                                                            | 300.000  |

### Solo a solas
| Land/Region               | Auszeichnungen für Musikverkäufe (Land/Region, Auszeichnung, Verkäufe) | Verkäufe |
| ------------------------- | ---------------------------------------------------------------------- | -------- |
| Vereinigte Staaten (RIAA) | Platin                                                                 | 60.000   |
| Insgesamt                 | 1× Platin ·                                                            | 60.000   |

### Corazón
| Land/Region               | Auszeichnungen für Musikverkäufe (Land/Region, Auszeichnung, Verkäufe) | Verkäufe  |
| ------------------------- | ---------------------------------------------------------------------- | --------- |
| Brasilien (PMB)           | 2× Platin                                                              | 80.000    |
| Frankreich (SNEP)         | Gold                                                                   | 100.000   |
| Italien (FIMI)            | Platin                                                                 | 50.000    |
| Kanada (MC)               | Gold                                                                   | 40.000    |
| Mexiko (AMPROFON)         | Diamant · + 3× Platin                                                  | 480.000   |
| Polen (ZPAV)              | Platin                                                                 | 20.000    |
| Portugal (AFP)            | Platin                                                                 | 10.000    |
| Schweden (IFPI)           | Gold                                                                   | 40.000    |
| Schweiz (IFPI)            | 2× Platin                                                              | 40.000    |
| Spanien (Promusicae)      | 3× Platin                                                              | 120.000   |
| Vereinigte Staaten (RIAA) | 11× Platin                                                             | 660.000   |
| Insgesamt                 | 3× Gold · 14× Platin · 2× Diamant ·                                    | 1.640.000 |

### GPS
| Land/Region               | Auszeichnungen für Musikverkäufe (Land/Region, Auszeichnung, Verkäufe) | Verkäufe |
| ------------------------- | ---------------------------------------------------------------------- | -------- |
| Mexiko (AMPROFON)         | 4× Platin                                                              | 240.000  |
| Vereinigte Staaten (RIAA) | 4× Platin                                                              | 240.000  |
| Insgesamt                 | 8× Platin ·                                                            | 480.000  |

### Vitamina
| Land/Region       | Auszeichnungen für Musikverkäufe (Land/Region, Auszeichnung, Verkäufe) | Verkäufe |
| ----------------- | ---------------------------------------------------------------------- | -------- |
| Mexiko (AMPROFON) | Gold                                                                   | 30.000   |
| Insgesamt         | 1× Gold ·                                                              | 30.000   |

### 23
| Land/Region       | Auszeichnungen für Musikverkäufe (Land/Region, Auszeichnung, Verkäufe) | Verkäufe |
| ----------------- | ---------------------------------------------------------------------- | -------- |
| Mexiko (AMPROFON) | Platin                                                                 | 60.000   |
| Insgesamt         | 1× Platin ·                                                            | 60.000   |

### Trap
| Land/Region       | Auszeichnungen für Musikverkäufe (Land/Region, Auszeichnung, Verkäufe) | Verkäufe |
| ----------------- | ---------------------------------------------------------------------- | -------- |
| Mexiko (AMPROFON) | 3× Gold                                                                | 90.000   |
| Insgesamt         | 1× Gold · 1× Platin ·                                                  | 90.000   |

### El préstamo
| Land/Region               | Auszeichnungen für Musikverkäufe (Land/Region, Auszeichnung, Verkäufe) | Verkäufe  |
| ------------------------- | ---------------------------------------------------------------------- | --------- |
| Brasilien (PMB)           | Platin                                                                 | 40.000    |
| Italien (FIMI)            | Gold                                                                   | 25.000    |
| Mexiko (AMPROFON)         | Diamant                                                                | 300.000   |
| Polen (ZPAV)              | Gold                                                                   | 10.000    |
| Portugal (AFP)            | Gold                                                                   | 5.000     |
| Spanien (Promusicae)      | 2× Platin                                                              | 80.000    |
| Vereinigte Staaten (RIAA) | 8× Platin                                                              | 640.000   |
| Insgesamt                 | 3× Gold · 11× Platin · 1× Diamant ·                                    | 1.100.000 |

### El clavo (Remix)
| Land/Region               | Auszeichnungen für Musikverkäufe (Land/Region, Auszeichnung, Verkäufe) | Verkäufe |
| ------------------------- | ---------------------------------------------------------------------- | -------- |
| Spanien (Promusicae)      | Gold                                                                   | 30.000   |
| Vereinigte Staaten (RIAA) | 6× Platin                                                              | 360.000  |
| Insgesamt                 | 1× Gold · 6× Platin ·                                                  | 390.000  |

### Clandestino
| Land/Region          | Auszeichnungen für Musikverkäufe (Land/Region, Auszeichnung, Verkäufe) | Verkäufe |
| -------------------- | ---------------------------------------------------------------------- | -------- |
| Brasilien (PMB)      | Diamant                                                                | 160.000  |
| Kanada (MC)          | Gold                                                                   | 40.000   |
| Mexiko (AMPROFON)    | Diamant · + 3× Platin                                                  | 480.000  |
| Polen (ZPAV)         | Gold                                                                   | 10.000   |
| Spanien (Promusicae) | 2× Platin                                                              | 80.000   |
| Insgesamt            | 2× Gold · 5× Platin · 2× Diamant ·                                     | 770.000  |

### X (Remix)
| Land/Region          | Auszeichnungen für Musikverkäufe (Land/Region, Auszeichnung, Verkäufe) | Verkäufe |
| -------------------- | ---------------------------------------------------------------------- | -------- |
| Spanien (Promusicae) | 2× Platin                                                              | 120.000  |
| Insgesamt            | 2× Platin ·                                                            | 120.000  |

### Mala mía
| Land/Region               | Auszeichnungen für Musikverkäufe (Land/Region, Auszeichnung, Verkäufe) | Verkäufe |
| ------------------------- | ---------------------------------------------------------------------- | -------- |
| Brasilien (PMB)           | 2× Platin                                                              | 80.000   |
| Chile (IFPI)              | Platin                                                                 | 120.000  |
| Italien (FIMI)            | Gold                                                                   | 25.000   |
| Mexiko (AMPROFON)         | Diamant · + Platin                                                     | 360.000  |
| Schweiz (IFPI)            | Gold                                                                   | 10.000   |
| Spanien (Promusicae)      | 2× Platin                                                              | 80.000   |
| Vereinigte Staaten (RIAA) | 5× Platin                                                              | 300.000  |
| Insgesamt                 | 2× Gold · 11× Platin · 1× Diamant ·                                    | 975.000  |

### Amigos con derechos
| Land/Region               | Auszeichnungen für Musikverkäufe (Land/Region, Auszeichnung, Verkäufe) | Verkäufe  |
| ------------------------- | ---------------------------------------------------------------------- | --------- |
| Brasilien (PMB)           | Platin                                                                 | 40.000    |
| Mexiko (AMPROFON)         | 2× Diamant · + 3× Gold                                                 | 690.000   |
| Spanien (Promusicae)      | 2× Platin                                                              | 120.000   |
| Vereinigte Staaten (RIAA) | 8× Platin                                                              | 480.000   |
| Insgesamt                 | 1× Gold · 12× Platin · 2× Diamant ·                                    | 1.130.000 |

### Arms Around You
| Land/Region                  | Auszeichnungen für Musikverkäufe (Land/Region, Auszeichnung, Verkäufe) | Verkäufe  |
| ---------------------------- | ---------------------------------------------------------------------- | --------- |
| Australien (ARIA)            | Platin                                                                 | 70.000    |
| Dänemark (IFPI)              | Gold                                                                   | 45.000    |
| Deutschland (BVMI)           | Gold                                                                   | 200.000   |
| Frankreich (SNEP)            | Platin                                                                 | 200.000   |
| Italien (FIMI)               | Platin                                                                 | 50.000    |
| Neuseeland (RMNZ)            | Platin                                                                 | 30.000    |
| Polen (ZPAV)                 | Gold                                                                   | 25.000    |
| Portugal (AFP)               | Platin                                                                 | 10.000    |
| Spanien (Promusicae)         | Gold                                                                   | 30.000    |
| Vereinigte Staaten (RIAA)    | Platin                                                                 | 1.000.000 |
| Vereinigtes Königreich (BPI) | Gold                                                                   | 400.000   |
| Insgesamt                    | 5× Gold · 6× Platin ·                                                  | 2.060.000 |

### Créeme
| Land/Region               | Auszeichnungen für Musikverkäufe (Land/Region, Auszeichnung, Verkäufe) | Verkäufe |
| ------------------------- | ---------------------------------------------------------------------- | -------- |
| Brasilien (PMB)           | Platin                                                                 | 40.000   |
| Ecuador (SOPROFON)        | Platin                                                                 | 6.000    |
| Kanada (MC)               | Gold                                                                   | 40.000   |
| Kolumbien (ASINCOL)       | Platin                                                                 | 20.000   |
| Mexiko (AMPROFON)         | 2× Platin                                                              | 120.000  |
| Peru (UNIMPRO)            | Gold                                                                   | 3.000    |
| Spanien (Promusicae)      | 2× Platin                                                              | 120.000  |
| Uruguay (CUD)             | Diamant                                                                | 30.000   |
| Vereinigte Staaten (RIAA) | 3× Platin                                                              | 180.000  |
| Insgesamt                 | 2× Gold · 10× Platin · 1× Diamant ·                                    | 559.000  |

### HP
| Land/Region               | Auszeichnungen für Musikverkäufe (Land/Region, Auszeichnung, Verkäufe) | Verkäufe  |
| ------------------------- | ---------------------------------------------------------------------- | --------- |
| Brasilien (PMB)           | Platin                                                                 | 40.000    |
| Chile (IFPI)              | Gold                                                                   | 60.000    |
| Frankreich (SNEP)         | Gold                                                                   | 100.000   |
| Italien (FIMI)            | Platin                                                                 | 50.000    |
| Kanada (MC)               | Gold                                                                   | 40.000    |
| Mexiko (AMPROFON)         | 2× Diamant · + Gold                                                    | 630.000   |
| Portugal (AFP)            | Platin                                                                 | 10.000    |
| Schweiz (IFPI)            | Gold                                                                   | 10.000    |
| Spanien (Promusicae)      | 3× Platin                                                              | 180.000   |
| Vereinigte Staaten (RIAA) | 11× Platin                                                             | 660.000   |
| Insgesamt                 | 5× Gold · 7× Platin · 3× Diamant ·                                     | 1.780.000 |

### Que más pues (Remix)
| Land/Region               | Auszeichnungen für Musikverkäufe (Land/Region, Auszeichnung, Verkäufe) | Verkäufe |
| ------------------------- | ---------------------------------------------------------------------- | -------- |
| Spanien (Promusicae)      | 2× Platin                                                              | 120.000  |
| Vereinigte Staaten (RIAA) | Diamant                                                                | 600.000  |
| Insgesamt                 | 2× Platin · 1× Diamant ·                                               | 720.000  |

### La respuesta
| Land/Region          | Auszeichnungen für Musikverkäufe (Land/Region, Auszeichnung, Verkäufe) | Verkäufe |
| -------------------- | ---------------------------------------------------------------------- | -------- |
| Brasilien (PMB)      | 3× Platin                                                              | 120.000  |
| Mexiko (AMPROFON)    | 3× Gold                                                                | 90.000   |
| Spanien (Promusicae) | Platin                                                                 | 60.000   |
| Insgesamt            | 1× Gold · 5× Platin ·                                                  | 270.000  |

### 11 PM
| Land/Region               | Auszeichnungen für Musikverkäufe (Land/Region, Auszeichnung, Verkäufe) | Verkäufe  |
| ------------------------- | ---------------------------------------------------------------------- | --------- |
| Brasilien (PMB)           | 3× Platin                                                              | 120.000   |
| Frankreich (SNEP)         | Gold                                                                   | 100.000   |
| Italien (FIMI)            | Gold                                                                   | 35.000    |
| Mexiko (AMPROFON)         | 2× Diamant · + 2× Platin                                               | 720.000   |
| Polen (ZPAV)              | Gold                                                                   | 10.000    |
| Portugal (AFP)            | 2× Platin                                                              | 20.000    |
| Schweiz (IFPI)            | Platin                                                                 | 20.000    |
| Spanien (Promusicae)      | 3× Platin                                                              | 180.000   |
| Vereinigte Staaten (RIAA) | 7× Platin                                                              | 420.000   |
| Insgesamt                 | 3× Gold · 18× Platin · 2× Diamant ·                                    | 1.625.000 |

### Medellín
| Land/Region     | Auszeichnungen für Musikverkäufe (Land/Region, Auszeichnung, Verkäufe) | Verkäufe |
| --------------- | ---------------------------------------------------------------------- | -------- |
| Brasilien (PMB) | Platin                                                                 | 40.000   |
| Italien (FIMI)  | Gold                                                                   | 25.000   |
| Insgesamt       | 1× Gold · 1× Platin ·                                                  | 65.000   |

### Hola Señorita
| Land/Region          | Auszeichnungen für Musikverkäufe (Land/Region, Auszeichnung, Verkäufe) | Verkäufe |
| -------------------- | ---------------------------------------------------------------------- | -------- |
| Belgien (BRMA)       | Gold                                                                   | 10.000   |
| Brasilien (PMB)      | Gold                                                                   | 20.000   |
| Frankreich (SNEP)    | Diamant                                                                | 333.333  |
| Italien (FIMI)       | Gold                                                                   | 50.000   |
| Kanada (MC)          | Gold                                                                   | 40.000   |
| Österreich (IFPI)    | Gold                                                                   | 15.000   |
| Polen (ZPAV)         | Gold                                                                   | 10.000   |
| Schweden (IFPI)      | Gold                                                                   | 40.000   |
| Schweiz (IFPI)       | 2× Platin                                                              | 40.000   |
| Spanien (Promusicae) | Platin                                                                 | 40.000   |
| Insgesamt            | 7× Gold · 3× Platin · 1× Diamant ·                                     | 598.333  |

### Vivir bailando
| Land/Region               | Auszeichnungen für Musikverkäufe (Land/Region, Auszeichnung, Verkäufe) | Verkäufe |
| ------------------------- | ---------------------------------------------------------------------- | -------- |
| Mexiko (AMPROFON)         | Gold                                                                   | 30.000   |
| Vereinigte Staaten (RIAA) | 2× Platin                                                              | 120.000  |
| Insgesamt                 | 1× Gold · 2× Platin ·                                                  | 150.000  |

### Qué pena
| Land/Region          | Auszeichnungen für Musikverkäufe (Land/Region, Auszeichnung, Verkäufe) | Verkäufe |
| -------------------- | ---------------------------------------------------------------------- | -------- |
| Brasilien (PMB)      | Platin                                                                 | 40.000   |
| Mexiko (AMPROFON)    | 3× Platin                                                              | 180.000  |
| Portugal (AFP)       | Gold                                                                   | 5.000    |
| Schweiz (IFPI)       | Gold                                                                   | 10.000   |
| Spanien (Promusicae) | Platin                                                                 | 60.000   |
| Insgesamt            | 2× Gold · 5× Platin ·                                                  | 295.000  |

### Latina
| Land/Region               | Auszeichnungen für Musikverkäufe (Land/Region, Auszeichnung, Verkäufe) | Verkäufe |
| ------------------------- | ---------------------------------------------------------------------- | -------- |
| Vereinigte Staaten (RIAA) | Platin                                                                 | 60.000   |
| Insgesamt                 | 1× Platin ·                                                            | 60.000   |

### Hola
| Land/Region  | Auszeichnungen für Musikverkäufe (Land/Region, Auszeichnung, Verkäufe) | Verkäufe |
| ------------ | ---------------------------------------------------------------------- | -------- |
| Polen (ZPAV) | Gold                                                                   | 10.000   |
| Insgesamt    | 1× Gold ·                                                              | 10.000   |

### Marinero
| Land/Region          | Auszeichnungen für Musikverkäufe (Land/Region, Auszeichnung, Verkäufe) | Verkäufe |
| -------------------- | ---------------------------------------------------------------------- | -------- |
| Mexiko (AMPROFON)    | 3× Platin                                                              | 180.000  |
| Spanien (Promusicae) | Gold                                                                   | 30.000   |
| Insgesamt            | 1× Gold · 3× Platin ·                                                  | 210.000  |

### ADMV
| Land/Region               | Auszeichnungen für Musikverkäufe (Land/Region, Auszeichnung, Verkäufe) | Verkäufe |
| ------------------------- | ---------------------------------------------------------------------- | -------- |
| Argentinien (CAPIF)       | Gold                                                                   | 10.000   |
| Brasilien (PMB)           | Platin                                                                 | 40.000   |
| Mexiko (AMPROFON)         | Diamant · + 5× Gold                                                    | 450.000  |
| Portugal (AFP)            | Gold                                                                   | 5.000    |
| Spanien (Promusicae)      | 2× Platin                                                              | 120.000  |
| Vereinigte Staaten (RIAA) | Gold                                                                   | 30.000   |
| Insgesamt                 | 4× Gold · 5× Platin · 1× Diamant ·                                     | 655.000  |

### Así así
| Land/Region               | Auszeichnungen für Musikverkäufe (Land/Region, Auszeichnung, Verkäufe) | Verkäufe |
| ------------------------- | ---------------------------------------------------------------------- | -------- |
| Vereinigte Staaten (RIAA) | Gold                                                                   | 30.000   |
| Insgesamt                 | 1× Gold ·                                                              | 30.000   |

### La playa (Remix)
| Land/Region               | Auszeichnungen für Musikverkäufe (Land/Region, Auszeichnung, Verkäufe) | Verkäufe |
| ------------------------- | ---------------------------------------------------------------------- | -------- |
| Spanien (Promusicae)      | Gold                                                                   | 30.000   |
| Vereinigte Staaten (RIAA) | 3× Platin                                                              | 180.000  |
| Insgesamt                 | 1× Gold · 3× Platin ·                                                  | 210.000  |

### Qué Chimba
| Land/Region       | Auszeichnungen für Musikverkäufe (Land/Region, Auszeichnung, Verkäufe) | Verkäufe |
| ----------------- | ---------------------------------------------------------------------- | -------- |
| Mexiko (AMPROFON) | Gold                                                                   | 30.000   |
| Insgesamt         | 1× Gold ·                                                              | 30.000   |

### Porfa (Remix)
| Land/Region       | Auszeichnungen für Musikverkäufe (Land/Region, Auszeichnung, Verkäufe) | Verkäufe  |
| ----------------- | ---------------------------------------------------------------------- | --------- |
| Mexiko (AMPROFON) | 4× Diamant                                                             | 1.200.000 |
| Insgesamt         | 4× Diamant ·                                                           | 1.200.000 |

### Hawái
| Land/Region               | Auszeichnungen für Musikverkäufe (Land/Region, Auszeichnung, Verkäufe) | Verkäufe  |
| ------------------------- | ---------------------------------------------------------------------- | --------- |
| Brasilien (PMB)           | Diamant                                                                | 160.000   |
| Frankreich (SNEP)         | Platin                                                                 | 200.000   |
| Kanada (MC)               | Platin                                                                 | 80.000    |
| Kolumbien (ASINCOL)       | Gold                                                                   | 10.000    |
| Mexiko (AMPROFON)         | 4× Diamant · + 2× Platin                                               | 1.320.000 |
| Peru (UNIMPRO)            | 3× Gold                                                                | 9.000     |
| Polen (ZPAV)              | Gold                                                                   | 10.000    |
| Portugal (AFP)            | 6× Platin                                                              | 60.000    |
| Schweiz (IFPI)            | Platin                                                                 | 20.000    |
| Spanien (Promusicae)      | 7× Platin                                                              | 420.000   |
| Vereinigte Staaten (RIAA) | 4× Diamant                                                             | 2.400.000 |
| Insgesamt                 | 3× Gold · 19× Platin · 9× Diamant ·                                    | 4.689.000 |

### Parce
| Land/Region          | Auszeichnungen für Musikverkäufe (Land/Region, Auszeichnung, Verkäufe) | Verkäufe |
| -------------------- | ---------------------------------------------------------------------- | -------- |
| Argentinien (CAPIF)  | Gold                                                                   | 10.000   |
| Brasilien (PMB)      | Gold                                                                   | 20.000   |
| Mexiko (AMPROFON)    | Diamant · + 2× Platin                                                  | 420.000  |
| Spanien (Promusicae) | Platin                                                                 | 40.000   |
| Insgesamt            | 2× Gold · 3× Platin · 1× Diamant ·                                     | 490.000  |

### Pa’ ti
| Land/Region               | Auszeichnungen für Musikverkäufe (Land/Region, Auszeichnung, Verkäufe) | Verkäufe |
| ------------------------- | ---------------------------------------------------------------------- | -------- |
| Brasilien (PMB)           | Gold                                                                   | 20.000   |
| Mexiko (AMPROFON)         | Gold                                                                   | 30.000   |
| Polen (ZPAV)              | Gold                                                                   | 10.000   |
| Vereinigte Staaten (RIAA) | 3× Platin                                                              | 180.000  |
| Insgesamt                 | 3× Gold · 3× Platin ·                                                  | 240.000  |

### Hawái (Remix)
| Land/Region               | Auszeichnungen für Musikverkäufe (Land/Region, Auszeichnung, Verkäufe) | Verkäufe  |
| ------------------------- | ---------------------------------------------------------------------- | --------- |
| Brasilien (PMB)           | 2× Platin                                                              | 80.000    |
| Italien (FIMI)            | Platin                                                                 | 70.000    |
| Mexiko (AMPROFON)         | Platin                                                                 | 60.000    |
| Portugal (AFP)            | Gold                                                                   | 5.000     |
| Schweiz (IFPI)            | Gold                                                                   | 10.000    |
| Spanien (Promusicae)      | Gold                                                                   | 30.000    |
| Vereinigte Staaten (RIAA) | 22× Platin                                                             | 1.320.000 |
| Insgesamt                 | 3× Gold · 6× Platin · 2× Diamant ·                                     | 1.575.000 |

### 100 años
| Land/Region          | Auszeichnungen für Musikverkäufe (Land/Region, Auszeichnung, Verkäufe) | Verkäufe |
| -------------------- | ---------------------------------------------------------------------- | -------- |
| Mexiko (AMPROFON)    | 5× Gold                                                                | 350.000  |
| Spanien (Promusicae) | Gold                                                                   | 30.000   |
| Insgesamt            | 2× Gold · 2× Platin ·                                                  | 380.000  |

### Más de la una
| Land/Region               | Auszeichnungen für Musikverkäufe (Land/Region, Auszeichnung, Verkäufe) | Verkäufe |
| ------------------------- | ---------------------------------------------------------------------- | -------- |
| Spanien (Promusicae)      | Gold                                                                   | 30.000   |
| Vereinigte Staaten (RIAA) | Gold                                                                   | 30.000   |
| Insgesamt                 | 2× Gold ·                                                              | 60.000   |

### Agua de Jamaica
| Land/Region               | Auszeichnungen für Musikverkäufe (Land/Region, Auszeichnung, Verkäufe) | Verkäufe |
| ------------------------- | ---------------------------------------------------------------------- | -------- |
| Brasilien (PMB)           | Gold                                                                   | 20.000   |
| Mexiko (AMPROFON)         | Gold                                                                   | 70.000   |
| Spanien (Promusicae)      | Gold                                                                   | 30.000   |
| Vereinigte Staaten (RIAA) | 3× Platin                                                              | 180.000  |
| Insgesamt                 | 3× Gold · 3× Platin ·                                                  | 300.000  |

### Aloha
| Land/Region               | Auszeichnungen für Musikverkäufe (Land/Region, Auszeichnung, Verkäufe) | Verkäufe |
| ------------------------- | ---------------------------------------------------------------------- | -------- |
| Spanien (Promusicae)      | 2× Platin                                                              | 80.000   |
| Vereinigte Staaten (RIAA) | 6× Platin                                                              | 360.000  |
| Insgesamt                 | 8× Platin ·                                                            | 440.000  |

### Mi niña (Remix)
| Land/Region               | Auszeichnungen für Musikverkäufe (Land/Region, Auszeichnung, Verkäufe) | Verkäufe |
| ------------------------- | ---------------------------------------------------------------------- | -------- |
| Vereinigte Staaten (RIAA) | Platin                                                                 | 60.000   |
| Insgesamt                 | 1× Platin ·                                                            | 60.000   |

### Amor en coma
| Land/Region          | Auszeichnungen für Musikverkäufe (Land/Region, Auszeichnung, Verkäufe) | Verkäufe |
| -------------------- | ---------------------------------------------------------------------- | -------- |
| Spanien (Promusicae) | Gold                                                                   | 30.000   |
| Mexiko (AMPROFON)    | Gold                                                                   | 70.000   |
| Zentralamerika (CFC) | Platin                                                                 | 70.000   |
| Insgesamt            | 2× Gold · 1× Platin ·                                                  | 170.000  |

### Imposible (Remix)
| Land/Region               | Auszeichnungen für Musikverkäufe (Land/Region, Auszeichnung, Verkäufe) | Verkäufe |
| ------------------------- | ---------------------------------------------------------------------- | -------- |
| Vereinigte Staaten (RIAA) | Platin                                                                 | 60.000   |
| Insgesamt                 | 1× Platin ·                                                            | 60.000   |

### Sobrio
| Land/Region               | Auszeichnungen für Musikverkäufe (Land/Region, Auszeichnung, Verkäufe) | Verkäufe  |
| ------------------------- | ---------------------------------------------------------------------- | --------- |
| Brasilien (PMB)           | Platin                                                                 | 40.000    |
| Mexiko (AMPROFON)         | 9× Gold                                                                | 630.000   |
| Portugal (AFP)            | Platin                                                                 | 10.000    |
| Spanien (Promusicae)      | 3× Platin                                                              | 180.000   |
| Vereinigte Staaten (RIAA) | 6× Platin                                                              | 360.000   |
| Insgesamt                 | 1× Gold · 15× Platin ·                                                 | 1.220.000 |

### Perfecta
| Land/Region          | Auszeichnungen für Musikverkäufe (Land/Region, Auszeichnung, Verkäufe) | Verkäufe |
| -------------------- | ---------------------------------------------------------------------- | -------- |
| Mexiko (AMPROFON)    | 2× Platin                                                              | 280.000  |
| Spanien (Promusicae) | Gold                                                                   | 30.000   |
| Zentralamerika (CFC) | Gold                                                                   | 35.000   |
| Insgesamt            | 2× Gold · 2× Platin ·                                                  | 345.000  |

### Mama tetema
| Land/Region               | Auszeichnungen für Musikverkäufe (Land/Region, Auszeichnung, Verkäufe) | Verkäufe |
| ------------------------- | ---------------------------------------------------------------------- | -------- |
| Vereinigte Staaten (RIAA) | Gold                                                                   | 30.000   |
| Insgesamt                 | 1× Gold ·                                                              | 30.000   |

### Cositas de La USA
| Land/Region               | Auszeichnungen für Musikverkäufe (Land/Region, Auszeichnung, Verkäufe) | Verkäufe |
| ------------------------- | ---------------------------------------------------------------------- | -------- |
| Vereinigte Staaten (RIAA) | Gold                                                                   | 30.000   |
| Insgesamt                 | 1× Gold ·                                                              | 30.000   |

### Mojando Asientos
| Land/Region          | Auszeichnungen für Musikverkäufe (Land/Region, Auszeichnung, Verkäufe) | Verkäufe |
| -------------------- | ---------------------------------------------------------------------- | -------- |
| Spanien (Promusicae) | Platin                                                                 | 60.000   |
| Insgesamt            | 1× Platin ·                                                            | 60.000   |

### Nos Comemos Vivos
| Land/Region          | Auszeichnungen für Musikverkäufe (Land/Region, Auszeichnung, Verkäufe) | Verkäufe |
| -------------------- | ---------------------------------------------------------------------- | -------- |
| Mexiko (AMPROFON)    | Platin                                                                 | 140.000  |
| Spanien (Promusicae) | Gold                                                                   | 30.000   |
| Insgesamt            | 1× Gold · 1× Platin ·                                                  | 170.000  |

### Junio
| Land/Region          | Auszeichnungen für Musikverkäufe (Land/Region, Auszeichnung, Verkäufe) | Verkäufe |
| -------------------- | ---------------------------------------------------------------------- | -------- |
| Mexiko (AMPROFON)    | Gold                                                                   | 70.000   |
| Spanien (Promusicae) | Gold                                                                   | 30.000   |
| Insgesamt            | 2× Gold ·                                                              | 100.000  |

### Tukoh Taka
| Land/Region  | Auszeichnungen für Musikverkäufe (Land/Region, Auszeichnung, Verkäufe) | Verkäufe |
| ------------ | ---------------------------------------------------------------------- | -------- |
| Polen (ZPAV) | Gold                                                                   | 25.000   |
| Insgesamt    | 1× Gold ·                                                              | 25.000   |

### La Fórmula
| Land/Region          | Auszeichnungen für Musikverkäufe (Land/Region, Auszeichnung, Verkäufe) | Verkäufe |
| -------------------- | ---------------------------------------------------------------------- | -------- |
| Spanien (Promusicae) | Gold                                                                   | 30.000   |
| Insgesamt            | 1× Gold ·                                                              | 30.000   |

### Coco Loco
| Land/Region          | Auszeichnungen für Musikverkäufe (Land/Region, Auszeichnung, Verkäufe) | Verkäufe |
| -------------------- | ---------------------------------------------------------------------- | -------- |
| Frankreich (SNEP)    | Gold                                                                   | 100.000  |
| Spanien (Promusicae) | 4× Platin                                                              | 240.000  |
| Insgesamt            | 1× Gold · 4× Platin ·                                                  | 340.000  |

### Tá OK (Remix)
| Land/Region          | Auszeichnungen für Musikverkäufe (Land/Region, Auszeichnung, Verkäufe) | Verkäufe |
| -------------------- | ---------------------------------------------------------------------- | -------- |
| Spanien (Promusicae) | Platin                                                                 | 60.000   |
| Insgesamt            | 1× Platin ·                                                            | 60.000   |

### Según Quién
| Land/Region               | Auszeichnungen für Musikverkäufe (Land/Region, Auszeichnung, Verkäufe) | Verkäufe  |
| ------------------------- | ---------------------------------------------------------------------- | --------- |
| Mexiko (AMPROFON)         | Diamant · + 3× Gold                                                    | 910.000   |
| Spanien (Promusicae)      | 2× Platin                                                              | 120.000   |
| Vereinigte Staaten (RIAA) | 13× Platin                                                             | 780.000   |
| Insgesamt                 | 1× Gold · 6× Platin · 2× Diamant ·                                     | 1.810.000 |

### OA
| Land/Region               | Auszeichnungen für Musikverkäufe (Land/Region, Auszeichnung, Verkäufe) | Verkäufe |
| ------------------------- | ---------------------------------------------------------------------- | -------- |
| Spanien (Promusicae)      | 3× Platin                                                              | 180.000  |
| Vereinigte Staaten (RIAA) | 4× Platin                                                              | 240.000  |
| Insgesamt                 | 7× Platin ·                                                            | 420.000  |

### Lollipop (Remix)
| Land/Region               | Auszeichnungen für Musikverkäufe (Land/Region, Auszeichnung, Verkäufe) | Verkäufe |
| ------------------------- | ---------------------------------------------------------------------- | -------- |
| Spanien (Promusicae)      | Gold                                                                   | 30.000   |
| Vereinigte Staaten (RIAA) | Gold                                                                   | 30.000   |
| Insgesamt                 | 2× Gold ·                                                              | 60.000   |

### Hola perdida (Remix)
| Land/Region          | Auszeichnungen für Musikverkäufe (Land/Region, Auszeichnung, Verkäufe) | Verkäufe |
| -------------------- | ---------------------------------------------------------------------- | -------- |
| Spanien (Promusicae) | Platin                                                                 | 60.000   |
| Insgesamt            | 1× Platin ·                                                            | 60.000   |

### +57
| Land/Region          | Auszeichnungen für Musikverkäufe (Land/Region, Auszeichnung, Verkäufe) | Verkäufe |
| -------------------- | ---------------------------------------------------------------------- | -------- |
| Spanien (Promusicae) | Gold                                                                   | 30.000   |
| Insgesamt            | 1× Gold ·                                                              | 30.000   |

### Cosas pendientes
| Land/Region          | Auszeichnungen für Musikverkäufe (Land/Region, Auszeichnung, Verkäufe) | Verkäufe |
| -------------------- | ---------------------------------------------------------------------- | -------- |
| Spanien (Promusicae) | Gold                                                                   | 30.000   |
| Zentralamerika (CFC) | Platin                                                                 | 70.000   |
| Insgesamt            | 1× Gold · 1× Platin ·                                                  | 100.000  |

## Auszeichnungen nach Liedern

### Sin contrato
| Land/Region       | Auszeichnungen für Musikverkäufe (Land/Region, Auszeichnung, Verkäufe) | Verkäufe |
| ----------------- | ---------------------------------------------------------------------- | -------- |
| Brasilien (PMB)   | 2× Platin                                                              | 120.000  |
| Mexiko (AMPROFON) | Diamant · + 3× Gold                                                    | 390.000  |
| Insgesamt         | 1× Gold · 3× Platin · 1× Diamant ·                                     | 510.000  |

### Ojos que no ven
| Land/Region       | Auszeichnungen für Musikverkäufe (Land/Region, Auszeichnung, Verkäufe) | Verkäufe |
| ----------------- | ---------------------------------------------------------------------- | -------- |
| Mexiko (AMPROFON) | Gold                                                                   | 30.000   |
| Insgesamt         | 1× Gold ·                                                              | 30.000   |

### La Luz
| Land/Region               | Auszeichnungen für Musikverkäufe (Land/Region, Auszeichnung, Verkäufe) | Verkäufe |
| ------------------------- | ---------------------------------------------------------------------- | -------- |
| Vereinigte Staaten (RIAA) | Platin                                                                 | 60.000   |
| Insgesamt                 | 1× Platin ·                                                            | 60.000   |

### Dispuesto
| Land/Region       | Auszeichnungen für Musikverkäufe (Land/Region, Auszeichnung, Verkäufe) | Verkäufe |
| ----------------- | ---------------------------------------------------------------------- | -------- |
| Mexiko (AMPROFON) | Gold                                                                   | 30.000   |
| Insgesamt         | 1× Gold ·                                                              | 30.000   |

### Instinto natural
| Land/Region       | Auszeichnungen für Musikverkäufe (Land/Region, Auszeichnung, Verkäufe) | Verkäufe |
| ----------------- | ---------------------------------------------------------------------- | -------- |
| Mexiko (AMPROFON) | Gold                                                                   | 30.000   |
| Insgesamt         | 1× Gold ·                                                              | 30.000   |

### No se me quita
| Land/Region               | Auszeichnungen für Musikverkäufe (Land/Region, Auszeichnung, Verkäufe) | Verkäufe |
| ------------------------- | ---------------------------------------------------------------------- | -------- |
| Brasilien (PMB)           | Gold                                                                   | 20.000   |
| Mexiko (AMPROFON)         | 9× Gold                                                                | 270.000  |
| Spanien (Promusicae)      | Gold                                                                   | 30.000   |
| Vereinigte Staaten (RIAA) | Platin                                                                 | 60.000   |
| Insgesamt                 | 3× Gold · 5× Platin ·                                                  | 390.000  |

### Madrid
| Land/Region          | Auszeichnungen für Musikverkäufe (Land/Region, Auszeichnung, Verkäufe) | Verkäufe |
| -------------------- | ---------------------------------------------------------------------- | -------- |
| Mexiko (AMPROFON)    | 7× Gold                                                                | 210.000  |
| Spanien (Promusicae) | Platin                                                                 | 60.000   |
| Insgesamt            | 1× Gold · 4× Platin ·                                                  | 270.000  |

### La botella
| Land/Region               | Auszeichnungen für Musikverkäufe (Land/Region, Auszeichnung, Verkäufe) | Verkäufe |
| ------------------------- | ---------------------------------------------------------------------- | -------- |
| Spanien (Promusicae)      | Platin                                                                 | 40.000   |
| Vereinigte Staaten (RIAA) | 2× Platin                                                              | 120.000  |
| Insgesamt                 | 3× Platin ·                                                            | 160.000  |

### All of You
| Land/Region                  | Auszeichnungen für Musikverkäufe (Land/Region, Auszeichnung, Verkäufe) | Verkäufe |
| ---------------------------- | ---------------------------------------------------------------------- | -------- |
| Kanada (MC)                  | Gold                                                                   | 40.000   |
| Vereinigte Staaten (RIAA)    | Gold                                                                   | 500.000  |
| Vereinigtes Königreich (BPI) | Silber                                                                 | 200.000  |
| Insgesamt                    | 1× Silber · 2× Gold ·                                                  | 740.000  |

### Por Que Sera?
| Land/Region       | Auszeichnungen für Musikverkäufe (Land/Region, Auszeichnung, Verkäufe) | Verkäufe |
| ----------------- | ---------------------------------------------------------------------- | -------- |
| Mexiko (AMPROFON) | Platin                                                                 | 140.000  |
| Insgesamt         | 1× Platin ·                                                            | 140.000  |

## Auszeichnungen nach Musikstreamings

### La temperatura
| Land/Region          | Auszeichnungen für Musikverkäufe (Land/Region, Auszeichnung, Verkäufe) | Verkäufe  |
| -------------------- | ---------------------------------------------------------------------- | --------- |
| Spanien (Promusicae) | Gold                                                                   | 4.000.000 |
| Insgesamt            | 1× Gold ·                                                              | 4.000.000 |

## Statistik und Quellen
| Land/RegionAuszeichnungen für Musikverkäufe (Land/Region, Auszeichnungen, Verkäufe, Quellen) | Silber     | Gold         | Platin         | Diamant       | Verkäufe   | Quellen                 |
| -------------------------------------------------------------------------------------------- | ---------- | ------------ | -------------- | ------------- | ---------- | ----------------------- |
| Argentinien (CAPIF)                                                                          | —          | 3× Gold3     | 8× Platin8     | —             | 190.000    | Einzelnachweise         |
| Australien (ARIA)                                                                            | —          | —            | Platin1        | —             | 70.000     | aria.com.au             |
| Belgien (BRMA)                                                                               | —          | Gold1        | Platin1        | —             | 40.000     | ultratop.be             |
| Brasilien (PMB)                                                                              | —          | 8× Gold8     | 34× Platin34   | 9× Diamant9   | 4.170.000  | pro-musicabr.org.br BR2 |
| Chile (IFPI)                                                                                 | —          | Gold1        | 11× Platin11   | —             | 700.000    | profovi.cl              |
| Dänemark (IFPI)                                                                              | —          | 2× Gold2     | —              | —             | 90.000     | ifpi.dk                 |
| Deutschland (BVMI)                                                                           | —          | Gold1        | Platin1        | —             | 600.000    | musikindustrie.de       |
| Ecuador (SOPROFON)                                                                           | —          | Gold1        | Platin1        | —             | 9.000      | Einzelnachweise         |
| Frankreich (SNEP)                                                                            | —          | 5× Gold5     | 3× Platin3     | 2× Diamant2   | 1.666.666  | snepmusique.com         |
| Griechenland (IFPI)                                                                          | —          | —            | Platin1        | —             | 20.000     | Einzelnachweise         |
| Italien (FIMI)                                                                               | —          | 10× Gold10   | 10× Platin10   | —             | 805.000    | fimi.it                 |
| Kanada (MC)                                                                                  | —          | 7× Gold7     | 4× Platin4     | —             | 600.000    | musiccanada.com         |
| Kolumbien (ASINCOL)                                                                          | —          | 2× Gold2     | 4× Platin4     | Diamant1      | 300.000    | Einzelnachweise         |
| Mexiko (AMPROFON)                                                                            | —          | 29× Gold29   | 88× Platin88   | 32× Diamant32 | 17.270.000 | amprofon.com.mx         |
| Neuseeland (RMNZ)                                                                            | —          | —            | Platin1        | —             | 30.000     | radioscope.co.nz        |
| Norwegen (IFPI)                                                                              | —          | —            | Platin1        | —             | 60.000     | ifpi.no                 |
| Österreich (IFPI)                                                                            | —          | Gold1        | —              | —             | 15.000     | ifpi.at                 |
| Peru (UNIMPRO)                                                                               | —          | 3× Gold3     | Platin1        | —             | 15.000     | Einzelnachweise         |
| Polen (ZPAV)                                                                                 | —          | 10× Gold10   | 5× Platin5     | —             | 320.000    | olis.pl                 |
| Portugal (AFP)                                                                               | —          | 5× Gold5     | 15× Platin15   | —             | 175.000    | Einzelnachweise         |
| Schweden (IFPI)                                                                              | —          | 4× Gold4     | Platin1        | —             | 160.000    | sverigetopplistan.se    |
| Schweiz (IFPI)                                                                               | —          | 6× Gold6     | 11× Platin11   | —             | 290.000    | hitparade.ch            |
| Spanien (Promusicae)                                                                         | —          | 21× Gold21   | 86× Platin86   | —             | 4.950.000  | elportaldemusica.es     |
| Uruguay (CUD)                                                                                | —          | —            | —              | Diamant1      | 30.000     | Einzelnachweise         |
| Vereinigte Staaten (RIAA)                                                                    | —          | 11× Gold11   | 134× Platin134 | 19× Diamant19 | 21.010.000 | riaa.com                |
| Vereinigtes Königreich (BPI)                                                                 | 2× Silber2 | Gold1        | —              | —             | 800.000    | bpi.co.uk               |
| Zentralamerika (CFC)                                                                         | —          | Gold1        | 3× Platin3     | —             | 245.000    | cfc-musica.com          |
| Insgesamt                                                                                    | 2× Silber2 | 133× Gold133 | 425× Platin425 | 64× Diamant64 |            |                         |